# ファーガル・キーン
ファーガル・キーン（Fergal Keane、1961年1月6日 - ）は アイルランド人ジャーナリストでBBCニュースのアンカー。小説家、エッセイストとしても活動している。イギリス・ロンドンで生まれ、アイルランドのダブリンで育った。
2015年8月6日に開かれた広島平和記念式典では現地から被爆者の証言を伝えた。